# Erfgoed Vlaanderen

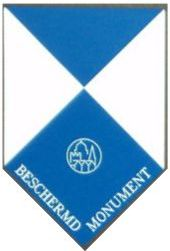
Voormalig monumentenschildje of herkenningsteken voor Vlaams Beschermd erfgoed

Erfgoed Vlaanderen vzw was een Vlaamse vereniging voor de bescherming van (onroerend) erfgoed. Erfgoed Vlaanderen werd in 1994 op initiatief van de Vlaamse regering opgericht als Stichting Vlaams Erfgoed vzw (SVE). In 2000 werd de commerciële naam "Erfgoed Vlaanderen" ingevoerd. In november 2005 werd de naam van de vereniging officieel gewijzigd in Erfgoed Vlaanderen vzw. Eind 2012 trad Erfgoed Vlaanderen toe tot de nieuwe erfgoedkoepel Herita.
"Erfwoord", het ledenblad van Erfgoed Vlaanderen verscheen viermaal per jaar. Het bracht een overzicht van wat er gebeurde in de sector van het onroerend erfgoed in Vlaanderen.